# 聖多美和普林西比國徽
圣多美和普林西比國徽的中心圖案為一面黃底盾徽，上繪棕櫚樹。盾上花環和藍色五角星。盾側有隼和鸚鵡守護。上方綬帶書有國名，下綬帶上書以國家格言「團結、紀律、勤勞」。